# Baremosse
Baremosse är ett naturreservat i Habo, Tidaholms och Mullsjö kommuner.

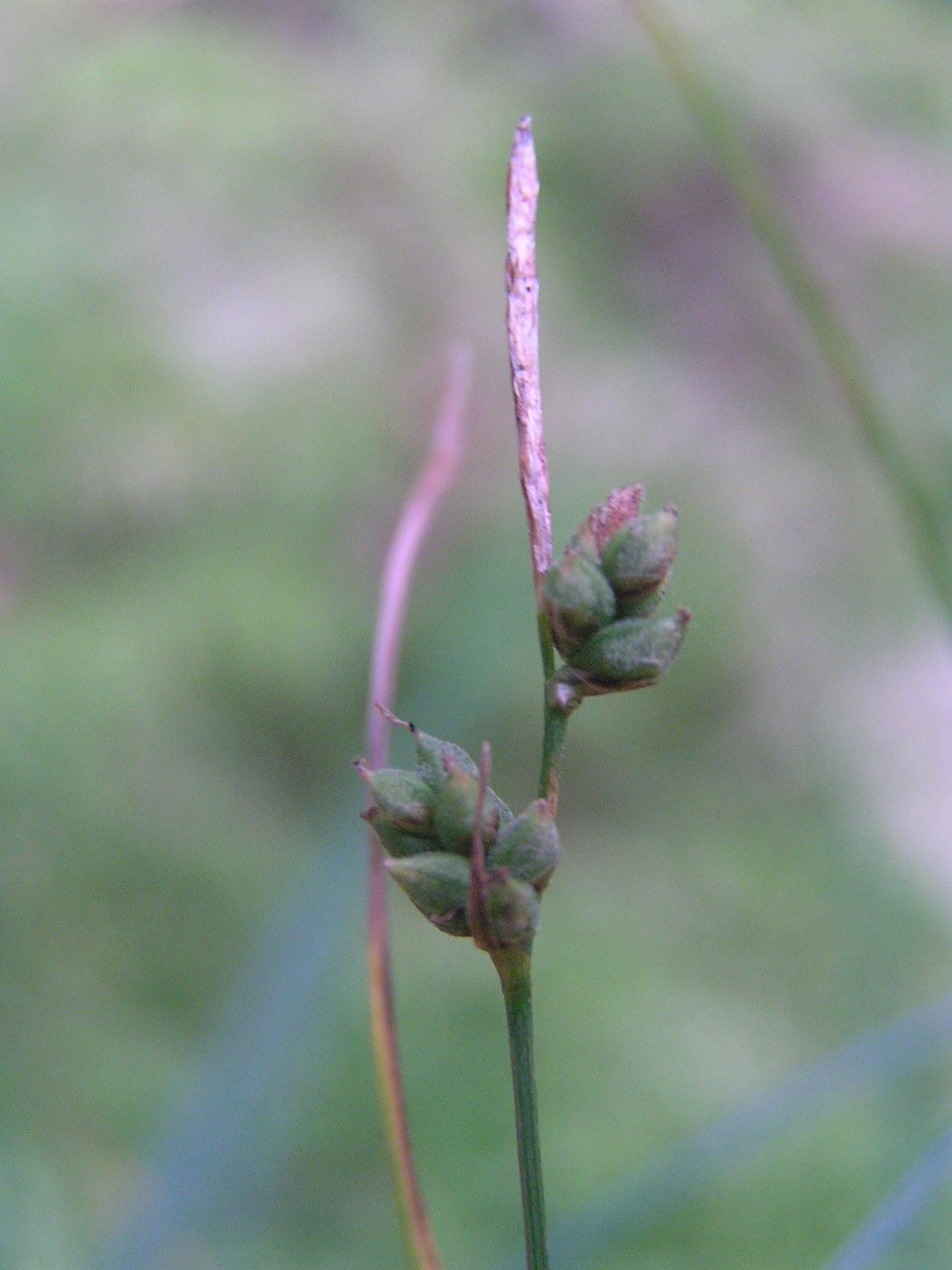
Klotstarr

Tillsammans med Möjamossen bildar Baremosse ett stort myrkomplex som sträcker sig över tre olika kommuner. Det är beläget 2 mil söder om Tidaholm, omfattar 490 hektar och är skyddat sedan 1985. Delen i Jönköpings län omfattar 397 hektar, medan delen i Västra Götalands län och Tidaholms kommun, Baremosse (del i Västra Götalands län), upptar 75 hektar,
Reservatet består av högmosse och sluttande mossar med inslag av fastmarksholmar. Det finns även kärr och sumpskogar. På mossen växer bland annat dvärgtranbär, klotstarr, vitmosslav och mossebägarlav. Ute på gölområdet trivs grönbena, ljungpipare, smålom, gulärla och storspov.